# 古突士
古突士是印度尼西亚中爪哇省古突士縣的首府。它的名字有一个阿拉伯语词源（羅馬化：al-Quds）与傳說人物苏南·古突士 (Sunan Kudus) 有关。古突士市還有由苏南·古突士建立的清真寺，名为古突士塔清真寺，是印度尼西亚最重要和最有影响力的清真寺之一。根据2010年人口普查，其人口为92,776人，但到2022年中期，这一数字已下降至88,635人。